# Louise Tondreau-Levert
Pour les articles homonymes, voir Tondreau et Levert.
Louise Tondreau-Levert est une auteure québécoise de littérature jeunesse.